# Óscar Arias Sánchez
Óscar Rafael de Jesús Arias Sánchez (San José, 13 de septiembre de 1940) es un abogado, economista, politólogo costarricense. Asumió como presidente de la República de Costa Rica en 2 períodos: 1986-1990 y 2006-2010. Recibió el Premio Nobel de la Paz en 1987 por su plan diseñado para poner fin a las crueles guerras civiles que devastaban Centroamérica. En agosto de ese mimo año su Plan de Paz fue aprobado por Costa Rica, Guatemala, El Salvador, Honduras y Nicaragua. Su objetivo era la celebración de elecciones libres, la protección de los derechos humanos y el fin de la injerencia extranjera en los asuntos internos de los países. Este fue un plan destinado a promover la democracia y la paz en el istmo centroamericano durante un tiempo de gran agitación. Con el apoyo de Óscar Arias, los diversos conflictos armados terminaron durante la década (la guerra civil de Guatemala finalmente terminó en 1996). 

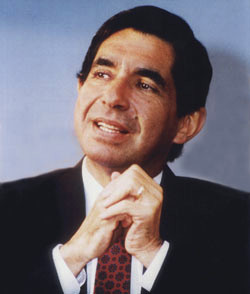
Óscar Arias, en la década de 1980.

Además del Premio Nobel de la Paz, ha recibido otros reconocimientos como el Premio Albert Schweitzer de Humanitarismo y ha sido reconocido con 93 doctorados honoris causa de parte de prestigiosas universidades de todo el mundo. 
Fue fideicomisario de Economistas por la Paz y la Seguridad  y en el año 2003 fue elegido miembro del consejo de administración del Fondo Fiduciario para las Víctimas de la Corte Penal Internacional.
Estudió Derecho y Economía en la Universidad de Costa Rica y Ciencias Políticas en la Universidad de Essex en Reino Unido.
Estuvo casado con Margarita Penón Góngora, quien fue primera dama de Costa Rica, en su primera administración. Con ella tuvo dos hijos: Silvia Eugenia y Óscar Felipe Arias Penón. Posteriormente contrajo nupcias con Suzanne Fischel Kopper, abogada.
Doctorados honoris causa más relevantes:
| Universidad                         | País                      |
| Universidad de Costa Rica           | Costa Rica                |
| Universidad de Harvard              | Estados Unidos de América |
| Universidad de Princeton            | Estados Unidos de América |
| Dartmouth College                   | Estados Unidos de América |
| Oberlin College                     | Estados Unidos de América |
| Ithaca College                      | Estados Unidos de América |
| Washington University in St. Louis  | Estados Unidos de América |
| Universidad de Oviedo               | España                    |
| Universida Alfonso X el Sabio       | España                    |
| Universidad Técnica Nacional (UTN)  | Costa Rica                |
| Universidad Católica Cecilio Acosta | Venezuela                 |
| Universidad de Salamanca            | España                    |
| Bahcesehir University               | Turquía                   |
| Yonsei University                   | Corea del Sur             |
| Kyung Hu University                 | Corea del Sur             |

Reconocimientos Internacionales
| Reconocimiento                            | País / Institución                      |
| Martin Luther King Jr. Peace Award        | Estados Unidos de América               |
| Liberty Medal (Medalla de la Libertad)    | Filadelfia, Estados Unidos de América   |
| Premio Jackson H. Ralston                 | Estados Unidos de América               |
| Premio Príncipe de Asturias (Cooperación) | España                                  |
| Premio Humanitario Albert Schweitzer      | Estados Unidos de América/Internacional |
| Premio de las Américas                    | Internacional                           |

## Biografía
Óscar Arias Sánchez nació en San José, el 13 de septiembre de 1940. Se crio en una familia cafetalera de origen herediana, y con fuertes arraigos políticos. Sus padres fueron Juan Rafael Arias Trejos (abogado) y Lylliam Sánchez Cortés. Su padre formó parte de la fórmula liderada por Luis Alberto Monge del Partido Liberación Nacional para las elecciones de 1978. Su abuelo paterno, Juan Rafael Arias Bonilla, fue varias veces diputado por la provincia de Heredia, presidió el congreso entre 1936 y 1938, ocupó varios puestos en distintas administraciones, como por ejemplo el puesto de Ministro del Interior durante la administración presidencial de Alfredo González Flores entre 1914 y 1917; fue de Ministro de Hacienda en la segunda Administración del licenciado Cleto González Víquez. Fue miembro de la Asamblea Constituyente de 1949 que derivó en la Constitución Política de Costa Rica de 1949. .
Óscar Arias se educó en el Colegio Saint Francis, en la capital costarricense. Primeramente, estuvo inclinado a seguir la carrera de Medicina, pero al final decidió seguir sus estudios en Derecho y Economía en la Universidad de Costa Rica. 
Su tesis para la obtención del grado de licenciatura en Derecho titulada "Grupos de presión en Costa Rica" le hizo merecedor en el año 1971 al Premio Nacional de Literatura en la categoría de ensayo. 
Continuó sus estudios en el Reino Unido donde obtuvo el título de doctorado (Phd) en Ciencias Políticas de la Universidad de Essex. Su tesis: "Un estudio sobre el liderazgo formal en Costa Rica" fue su primer ensayo sobre política. 
Mientras cursaba sus estudios superiores se afilió al Partido Liberación Nacional, de ideología socialdemócrata. 
En 1971 fue designado por el presidente José Figueres Ferrer como director de la Oficina de Planificación Nacional, entidad encargada de la elaboración del presupuesto nacional y la programación de la inversión pública. Durante su gestión, impulsó la creación de una nueva ley institucional y estableció las bases para un Plan Nacional de Desarrollo. 
En 1974, bajo la administración de Daniel Oduber Quirós, se mantuvo en el cargo. Posteriormente presentó su renuncia para participar en los siguientes comicios como candidato a diputado de la Asamblea Legislativa. 
En las elecciones generales de 1978 fue elegido como diputado de la Asamblea Legislativa en representación de su provincia natal.

### Presidencias

#### Primer Periodo
Óscar Arias Sánchez se postuló en 1986 a la presidencia de la república siendo parte del Partido Liberación Nacional (PLN), el principal partido socialdemócrata de Costa Rica.
Al iniciar su gobierno recibió el país con una alta inflación (superior al 20%), un alto déficit fiscal y una dependencia de créditos internacionales.
Su administración también enfrentó un periodo convulso en el resto de Centroamérica debido a los distintos conflictos armados en Guatemala, El Salvador y Nicaragua. Dichos eventos eran una amenaza a la estabilidad de Costa Rica.
Ante ese panorama la administración de Óscar Arias se dio a la tarea de alcanzar cambios nacionales e internacionales que permitieran lograr un mayor desarrollo para el país, al mismo tiempo que buscaba alcanzar la paz en el istmo.
Entre los logros en materia de desarrollo su administración alcanzó las siguientes metas:
- Estabilizó la economía gracias a la apertura al mercado internacional
- Implementó un programa de ajuste estructural en coordinación con el Fondo Monetario Internacional y el Banco Mundial. La política se centró en:
  - Logró controlar la inflación (se redujo de más del 22 % al 9 % en cuatro años)2.
  - Diversificó las exportaciones no tradicionales (café y banano) hacia nuevos productos: piña, flores, textiles y tecnología.
  - Estimuló al turismo ecológico como nuevo motor económico.

Lo anterior le permitió a Costa Rica entrar en una etapa de crecimiento sostenido en los años noventa.
Acompañando los logros anteriores se promovió una modernización de las instituciones del estado, como por ejemplo la Controlaría General de la República y la Procuraduría de la Ética.
La administración de Óscar Arias consideró a la educación como un pilar fundamental para el desarrollo, por lo que promovió un aumento en la inversión en la educación pública, la apertura de bibliotecas escolares, la entrega de textos de forma gratuita, la creación de colegios científicos y la instalación de laboratorios de informática junto a la Fundación Omar Dengo. Gracias a ello, la cobertura en nivel primario alcanzó el 95% y el secundario un 60% al finalizar su mandato.
A nivel internacional la administración de Óscar Arias se enfrentó a las potencias dominantes en el marco de la Guerra Fría (Estados Unidos de América y la Unión de Repúblicas Socialistas Soviéticas) porque era clara su injerencia en los conflictos armados que amenazaban la paz en Centroamérica.
En medio de los conflictos reinantes el mayor logro fue la formulación y firma del Plan de Paz, con lo que sentó las bases para la pacificación de la región. El Plan de Paz incluía los siguientes puntos:
- Alto al fuego multilateral.
- Democratización de los Estados firmantes.
- Elecciones libres y transparentes.
- Respeto a los derechos humanos.
- Fin del apoyo externo a movimientos armados.

Por esta iniciativa Óscar Arias recibió el Premio Nobel de la Paz en 1987, siendo el primer costarricense y centroamericano en recibirlo.
Costa Rica, por lo tanto, se posicionó como una voz moral en foros globales, abogando por el desarme nuclear y la conversión del gasto militar en inversión orientada a la educación, el bienestar social y la protección del medio ambiente.

#### Segundo Periodo
En 1969 la Constitución Política de Costa Rica fue reformada para incluir una cláusula que prohibía a los expresidentes de la república optar nuevamente por la jefatura del Estado, incluso de manera no consecutiva. Esta disposición fue objeto de controversia años más tarde, cuando un grupo de ciudadanos presentó un recurso ante la Sala Constitucional de la Corte Suprema de Justicia (Sala IV), el cual fue inicialmente rechazado en septiembre del año 2000. Sin embargo, en 2003 se presentó una nueva acción de inconstitucionalidad contra dicha enmienda, y en abril de ese mismo año la Sala IV resolvió anular la prohibición, habilitando nuevamente la posibilidad de reelección presidencial no consecutiva en el país.
La segunda administración de Óscar Arias recibió al país con nuevos retos: envejecimiento de la infraestructura, demandas por competitividad, y una ciudadanía más exigente y polarizada. Además, su retorno generó expectativas por su experiencia y prestigio internacional.
En este periodo la administración de Óscar Arias alcanzó las siguientes metas:
- Aprobación del TLC con Estados Unidos (CAFTA-DR)  Óscar Arias impulsó la aprobación del Tratado de Libre Comercio con Estados Unidos de América, un proceso que culminó en un histórico referéndum en octubre de 2007. El 51.6 % del electorado votó a favor. El tratado permitió:
  - Acceso preferencial a los mayores mercados del mundo.
  - Fortalecimiento de la seguridad jurídica para inversiones.
  - Reformas legales en telecomunicaciones y seguros, propiedad intelectual y comercio.

La aprobación del TLC se considera un punto de inflexión en la economía nacional.
- Impulso a grandes obras de infraestructura

Durante su segundo mandato se desarrollaron proyectos clave:
- Concesión y construcción de la Ruta 27, que conecta San José con el puerto de Caldera.
- Ampliación del Aeropuerto Internacional Juan Santamaría y el aeropuerto Daniel Oduber en Guanacaste.
- Modernización de puertos y carreteras con apoyo de alianzas público-privadas.

Estos proyectos significaron un avance frente a décadas de rezago en infraestructura 9.
- Reducción de pobreza y programas sociales:  Se creó el Programa Avancemos, un sistema de transferencias monetarias condicionadas a estudiantes de secundaria para reducir la deserción escolar. También se fortalecieron los programas del IMAS, FODESAF y del Ministerio de Vivienda.

A nivel internacional la segunda administración de Óscar Arias se caracterizó por una Diplomacia activa y reconocimiento global.
En el año 2007 fue nombrado Mensajero de la Paz de las Naciones Unidas y fue invitado de manera frecuente en foros como el Foro Económico Mundial, el Parlamento Europeo y la Cumbre de Premios Nobel de la Paz.

#### Defensa del medio ambiente
Costa Rica fue reconocida como líder mundial en sostenibilidad. Se fortalecieron las áreas protegidas, se avanzó en carbono neutralidad y se amplió la generación de energía renovable al 95 % del total11.
En el ámbito de la política exterior, el 1 de junio de 2007 Costa Rica tomó una decisión histórica al establecer relaciones diplomáticas con la República Popular China, poniendo fin a su vínculo oficial con la República de China (Taiwán). Con este acto, Costa Rica se convirtió en la nación número 167 en reconocer al gobierno de Pekín, marcando un giro significativo en su política internacional.

#### Crisis de Honduras (2009)
Tras el golpe de Estado contra Manuel Zelaya, Óscar Arias fue nombrado mediador por la OEA. Aunque su propuesta de reconciliación no fue aceptada en su totalidad, su papel fue clave para evitar una escalada del conflicto12.

#### V Cumbre de las Américas
Durante la V Cumbre de las Américas, celebrada el 18 de abril de 2009 en Trinidad y Tobago, el presidente Óscar Arias Sánchez ofreció un discurso notable titulado "Algo hicimos mal". En su intervención, Arias dirigió una crítica reflexiva a los líderes de América Latina, lamentando el rezago en el desarrollo económico y social de la región en comparación con otras partes del mundo. Lanzó un llamado a adoptar una visión más pragmática, enfocando mayores esfuerzos y recursos en educación, protección del medio ambiente y salud, en lugar de continuar invirtiendo de manera desproporcionada en armamento y fuerzas militares.

### Fundación Arias para la Paz
El contenido económico del Premio Nobel para la Paz que recibió en 1987 fue destinado en su totalidad por Óscar Arias para crear la Fundación Arias para la Paz y el Progreso Humano.
Se establecieron tres programas bajo el patrocinio de la Fundación:
- El Centro para el Progreso Humano para promover la igualdad de oportunidades para las mujeres en todos los sectores de la sociedad centroamericana;

- El Centro para la Participación Organizada para promover el cambio en la orientación filantrópica en América Latina.

- El Centro para la Paz y la Reconciliación que trabaja en pro de la desmilitarización y la resolución de conflictos en el mundo en vías de desarrollo.

### Tratado sobre el Comercio de Armas
El 29 de mayo de 1997, en la Catedral de San Juan el Divino, en Nueva York, Óscar Arias, junto con otros laureados, presentó un Código Internacional de Conducta sobre la Transferencia de Armas. Esta iniciativa buscaba establecer normas éticas para el comercio global de armas ante la preocupación por su impacto en los derechos humanos y los conflictos armados.
La propuesta fue impulsada desde la Fundación Arias para la Paz y el Progreso Humano, en colaboración con organizaciones no gubernamentales de alcance internacional como BASIC, Saferworld, Demilitarization for Democracy, Amnistía Internacional, American Friends Service Committee y Project Ploughshares, entre otras. El objetivo colectivo era transformar el código en un instrumento jurídicamente vinculante, más allá de una simple declaración de principios.
En 2005 el Sistema de la Integración Centroamericana (SICA) adoptó como modelo esta iniciativa para la elaboración de un instrumento subregional de carácter político, denominado Código de Conducta de los Estados Centroamericanos en materia de Transferencia de Armas, Municiones, Explosivos y Otros Materiales Relacionados.
El 19 de septiembre de 2006 Óscar Arias presentó formalmente ante la 61.ª Asamblea General de las Naciones Unidas la propuesta de un Tratado sobre el Comercio de Armas (ATT por sus siglas en inglés), respaldada por Costa Rica, Argentina, Australia, Finlandia, Japón, Kenia y el Reino Unido.
La propuesta fue acogida por la Asamblea General de las Naciones Unidas y el 26 de octubre de 2006 aprobó la resolución A/C.1/61/L.55, titulada Hacia un tratado sobre el comercio de armas: establecimiento de normas internacionales comunes para la importación, exportación y transferencia de armas convencionales, lo que dio inicio a un proceso de consultas y negociaciones multilaterales.
Finalmente, el 2 de abril de 2013, mediante la resolución A/RES/67/234B se acordó someter el tratado a firma de los Estados. Al alcanzarse el umbral de 50 ratificaciones el 24 de diciembre de 2014, el Tratado sobre el Comercio de Armas entró oficialmente en vigor. Actualmente, 113 países son parte de este instrumento internacional, considerado un hito en la regulación global del comercio de armas convencionales.

## Libros publicados
- 1970 Grupos de presión en Costa Rica
- 1976 Quién gobierna en Costa Rica
- 1977 Democracia, independencia y sociedad latinoamericana
- 1978 Los caminos para el desarrollo de Costa Rica
- 1979 Nuevos rumbos para el desarrollo costarricense
- 1984 ¿Quién gobierna en Costa Rica?
- 1984 Nuevos rumbos para el desarrollo costarricense
- 1985 Democracia, independencia y sociedad latinoamericana
- 1989 El camino de la paz
- 1990 Horizontes de Paz
- 1990 La semilla de la paz
- 1994 Nuevas dimensiones de la educación
- 2005 Hagamos juntos el camino (Discursos, artículos y ensayos)
- 2007 Sigamos Avanzando
- 2012 Con velas, timón y brújula
- 2023 The Power of ideas
- 2024 Páginas de mi memoria.

## Casos judiciales

### Acusación por presunto prevaricato
A Óscar Arias Sánchez el Ministerio Público de Costa Rica le imputó impulsar ilegalmente en 2008 el proyecto minero canadiense conocido como «Crucitas».
En octubre del 2019, luego que la defensa del exmandatario invocara la prescripción el caso fue desechado en vía judicial.

### Acusación por presunto delito deacoso sexual
El 5 de febrero del 2019, el Semanario Universidad publicó un extenso reportaje dando cuenta de una denuncia por violación sexual presentada por la activista contra las armas nucleares, Alexandra Arce von Herold, contra el expresidente Arias.
Según la denuncia, Arias abusó sexualmente de Arce a finales de diciembre del año 2014, luego de que ella se presentara a su casa de habitación ubicada en Rohrmoser. 
El abogado de Arias publicó un comunicado de prensa donde el exmandatario negó las acusaciones, alegando que se defendería ante los tribunales de la República.
Las causas fueron desechadas por parte del Ministerio Público debido a la solicitud de la denunciante, por lo que se solicitó el sobreseimiento, el cual fue dictado por la jueza Natalia Rodríguez Solís del Juzgado Penal de Pavas.

## Reconocimientos y premios
Arias ha recibido más de cincuenta doctorados honoris causa, incluyendo doctorados de la Universidad de Harvard, la Universidad de Princeton, el Dartmouth College, el Oberlin College, la Universidad de Wake Forest, el Ithaca College y la Universidad de Washington en San Luis.[cita requerida]
Entre los principales premios recibidos se encuentran:
- Premio de la Paz Martin Luther King Jr.
- Medalla de la Libertad de Filadelfia.
- Premio Jackson Ralston.
- Premio Príncipe de Asturias.
- Premio Humanitario Albert Schweitzer.
- Premio de las Américas.